# Tomoki Wada
Tomoki Wada (japanisch 和田 倫季 Wada Tomoki; * 30. Oktober 1994 in der Kōbe) ist ein japanischer Fußballspieler.

## Karriere
Wada erlernte das Fußballspielen in der Jugendmannschaft des Kōbe FC sowie Vissel Kobe. Beim damaligen Zweitligisten unterschrieb er 2013 auch seinen ersten Profivertrag, kam dort jedoch nur im nationalen Pokal zu einem Pflichtspieleinsatz. 2015 wurde Wada erst an Incheon United aus der südkoreanischen K League 1 verliehen und ein Jahr später fest an den Ligarivalen Gwangju FC abgegeben. 2017 sowie 2018 folgten mit Seoul E-Land FC sowie dem Lagend Shiga FC weitere Stationen im Land. Anschließend wechselte Wada nach Australien und spielte für diverse unterklassige Vereine, ehe er 2022 zu Persikabo 1973 nach Indonesien wechselte. Nach einem weiteren Gastspiel in Australien spielte er 2023 für Maziya S&RC auf den Malediven und bestritt dort u. a. sechs Partien in der Gruppenphase des AFC Cups. Seit 2024 steht er bei Tanjong Pagar United in der Singapore Premier League unter Vertrag.